# Мігель Абадія Мендес
Мігель Абадія Мендес (ісп. Miguel Abadía Méndez; 5 липня 1867 — 15 травня 1947) — колумбійський державний і політичний діяч, дванадцятий президент Колумбії.

## Біографія
Народився 1867 року в місті Коельйо (Толіма). Навчався в Університеті Росаріо.
1894 року був призначений на пост міністра фінансів. Від липня 1900 до липня 1901 та від травня 1919 до вересня 1921 року очолював міністерство освіти. Також чотири рази обіймав посаду міністра внутрішніх справ та юстиції (1909—1910, 1914—1918, 1920—1921, 1924—1925). Від 1914 до 1917 року очолював міністерство закордонних справ, а в січні 1924 року — міністерство пошти й телеграфів. 1914 року став членом Державної ради.
1926 року здобув перемогу на виборах, ставши новим президентом країни. На посту голови держави був змушений боротись зі складною економічною ситуацією, спричиненою світовою економічною кризою. Пішов на впровадження закону 1922 року, відповідно до якого уряду було дозволено брати гроші в зарубіжних країн (в основному США), що спрямовувались передусім на зниження рівня безробіття. Також кошти інвестувались у будівництво автомобільних шляхів і залізниць, водних шляхів і морських портів.
Під час громадянських заворушень 1929 року запровадив воєнний стан і спробував відновити лад у країні. Із завершенням його правління, що характеризується відносно стабільним відновленням довіри серед іноземних інвесторів, завершився багаторічний період гегемонії консерваторів у владі: 1930 року на президентських виборах здобув кандидат від Ліберальної партії Енріке Олая Еррера.
Абадія Мендес є автором низки праць з сучасної історії та географії Колумбії.
Помер 1947 року в Боготі.